# Swelina
Swelina (niem. Menzelbach, Potok Menzla; zwana także Potokiem Granicznym, niem. Der Grenzfließ, lub Swelinią) – potok płynący wzdłuż granicy między Gdynią i Sopotem, uchodzący do Zatoki Gdańskiej. Długość potoku wynosi około 2,6 km. W dolnym biegu potoku znajduje się niewielki zbiornik wodny o nazwie Staw Mazowiecki.
W okresie międzywojennym wzdłuż Sweliny przebiegał najbardziej na północ wysunięty odcinek granicy państwowej pomiędzy Polską i Wolnym Miastem Gdańskiem. U ujścia potoku do Zatoki Gdańskiej znajdował się słup A001 z napisem Traite de Versailles / 28 Juin 1919 z dużymi literami FD i P.
Po raz pierwszy słowiańska nazwa Swelina pojawiła się w dokumencie z 1235 roku (Rivulum qui Swelina dicitur), potem wymieniano ją także w innych dokumentach z lat 1283, 1291 i 1295, a później wymieniał ją także Słownik Geograficzny Królestwa Polskiego. Swelina wyznaczała także granicę Oliwy i Kolibek, gdy 5 marca 1283 Sopot nadany został cystersom oliwskim przez Mściwoja II. Od tego czasu potok stanowił granicę między dobrami oliwskich cystersów, a znajdującymi się na północ dobrami rycerskimi.
W czystych wodach górnego biegu potoku Swelina żyje wypławek alpejski. Fauna bogata w bezkręgowce (kiełż zdrojowy, larwy chruścików itp.). Przy brzegu można spotkać pliszkę górską. W rzece nie ma wielu ryb, żyje tu pstrąg potokowy, jednak jest go zbyt mało, by można go łowić. Rzeka nie jest zbyt zanieczyszczona, ale ze względu na głębokość i nurt nie nadaje się do kąpieli.
W 1908, w pobliżu potoku, wybudowano Świątynię Kollatha.